# Psilommacra oligomera
Psilommacra oligomera is een vliesvleugelig insect uit de familie van de Diapriidae. De wetenschappelijke naam van de soort is voor het eerst geldig gepubliceerd in 1990 door Macek.